# Acontiactis gokhaleae
Acontiactis gokhaleae is een zeeanemonensoort uit de familie Acontiophoridae.
Acontiactis gokhaleae is voor het eerst wetenschappelijk beschreven door England in 1990.